# Wahlenbergia arcta
Wahlenbergia arcta är en klockväxtart som beskrevs av Mats Thulin. Wahlenbergia arcta ingår i släktet Wahlenbergia och familjen klockväxter. Inga underarter finns listade i Catalogue of Life.